# Annibale Gallo
Annibale Gallo, italijanski general, * 1894, † 1980.